# Jrystyna Dmytrenko
Jrystyna Romanivna Dmytrenko (en ucraniano: Христина Романівна Дмитренко; Chernígov, 31 de mayo de 1999) es una deportista ucraniana que compite en biatlón. Ganó una medalla de bronce en el Campeonato Europeo de Biatlón de 2024, en la prueba de velocidad.

## Palmarés internacional
| Campeonato Europeo | Campeonato Europeo   | Campeonato Europeo | Campeonato Europeo |
| Año                | Lugar                | Medalla            | Prueba             |
| ------------------ | -------------------- | ------------------ | ------------------ |
| 2024               | Osrblie (Eslovaquia) | Medalla de bronce  | Velocidad          |